# Reprezentacja Islandii w piłce siatkowej mężczyzn
Reprezentacja Islandii w piłce siatkowej mężczyzn — reprezentacja narodowa w piłce siatkowej założona w 1974 roku, występująca na arenie międzynarodowej od 1974 roku, czyli od powstania Islandzkiego Związku Piłki Siatkowej. Od 1974 roku jest członkiem FIVB i CEV. Za jej funkcjonowanie odpowiedzialny jest Blaksamband Íslands (BlI).

## Rozgrywki międzynarodowe
Mistrzostwa Europy Małych Państw:
- 2000 - 5.
- 2002 -  2.
- 2004 - 8.
- 2007 - 5.
- 2009 -  3.
- 2011 - 5.
- 2013 - 7.
- 2015 - 7.
- 2017 -  3.
- 2019 -  3.

Igrzyska małych państw Europy:
- 1987 - 1997 - nie brała udziału
- 1999 -  3.
- 2001 - nie brała udziału
- 2003 - 5.
- 2005 - 5.
- 2007 - 5.
- 2009 -  3.
- 2011 - 4.
- 2013 - 5.
- 2015 -  2.
- 2017 - 5.
- 2019 - 6.

Island Games:
- 1985 -  2.
- 1989 -  3.